# Felsőszőcs Kultúra
A Felsőszőcs Kultúra egy késő bronzkori kultúra, amely az Alföld északkeleti részén, Szabolcs-Szatmár és Hajdú-Bihar vármegyék területén, valamint Erdély északi részén terjedt el. Kerámiaanyagát Báder Tibor osztotta csoportokra.

## A település-típus jellegzetességei
A Felsőszőcs kultúrához tartozó településeken két fő épülettípus különböztethető meg:
- Földfelszínre épített épületek:

- Az épületek általában négyszögletes alaprajzúak, 24–28 m² nagyságúak, az épület közepén egy-egy 1,9 × 1,7 és 1,9 × 1,8 m átmérőjű, masszív omladékréteggel rendelkező kemencével ellátva.
- Félig földbe mélyített épületek: